# Robert II. (Breslau)
Robert II. († vermutlich 1146) war Bischof von Breslau.
Über die Herkunft des Bischofs Robert II. und seine Bedeutung ist wenig bekannt. Seine Amtszeit fiel in neue Auseinandersetzungen zwischen Polen und Böhmen um die Gebietsansprüche über Schlesien. Trotz des 1115 zwischen den Parteien geschlossenen Vertrages kam es 1131–1133 zu weiteren Kriegshandlungen. 
Zwischen 1142 und 1146 wurde die Breslauer St.-Adalbert-Kirche, die 1112 von Peter Własts Bruder Boguslaus (Bogusław) erbaut wurde, an die Kongregation der Augustinerchorherren aus Arrouaise in Flandern übergeben. Möglicherweise war Robert ein Angehöriger dieses Ordens.